# Kumów Majoracki
Kumów Majoracki – wieś w Polsce położona w województwie lubelskim, w powiecie chełmskim, w gminie Leśniowice.
| SIMC    | Nazwa    | Rodzaj    |
| ------- | -------- | --------- |
| 0104863 | Ogrodowa | część wsi |

W latach 1975–1998 miejscowość administracyjnie należała do województwa chełmskiego. 
Wieś jest sołectwem w gminie Leśniowice. Według Narodowego Spisu Powszechnego z roku 2011 wieś liczyła 343 mieszkańców i była trzecią co do liczby ludności miejscowością gminy.
Wierni Kościoła rzymskokatolickiego należą do parafii Nawiedzenia Najświętszej Maryi Panny w Kumowie.

## Historia
Miejscowość Kumów należała do Grodów Czerwieńskich, co potwierdzać może zapis w kronice ruskiej (tzw. Ipatjewskiej) pod rokiem 1205 o walce Litwinów u wrót Czerwienia. Litwini mieli wojować jednocześnie koło Kumowa, a zastawę wojskową trzymać przy wsi Uchanie. Ten przekaz przemawia za położeniem Czerwienia m.in. w tym miejscu w późniejszej Ziemi Chełmskiej, bardzo blisko samego Chełma. Staroruska kronika Powieść minionych lat wymienia podbicie siedlisk Lachów. Pisze Nestor, praojciec kronikarzy ruskich – „wyprawił się Włodzimierz na Lachów i zabrał im Przemyśl, Czerwień i inne grody.” czyli ...Przemyśl, Czerwień i inne...zdobyte przez Włodzimierza Wielkiego w 981 roku. Wtedy również Kumów i Chełm stały się częścią Rusi Kijowskiej. Prawdopodobnie wcześniej, do roku 981, tereny te należały do państwa Mieszka I. W 981 Kumów, jeden z Grodów Czerwieńskich, był krótko pod zwierzchnictwem czeskim, a następnie polskim; 981-1018 – zajmowała go Ruś Kijowska. W czasie wyprawy wojennej w 1018 r. odbił te tereny Bolesław Chrobry podczas wyprawy na Kijów. Potwierdza to ta sama kronika, opisując zdobycie Grodów Czerwieńskich przez króla Polski Bolesława Chrobrego w roku 1018. W wyniku wojen prowadzonych na terenie Grodów Czerwieńskich gród ten, należący do Polski, został zniszczony. W 1018–1030 Ziemie chełmskie posiadała Polska, aż odbite zostały przez Jarosława Mądrego w 1031 r. a Polska ponownie utraciła w tym roku Kumów i Chełm. Ponownie przyłączył te grody Bolesław Szczodry w 1069 r., a w 1073 zajął cały Wołyń, w czasie wyprawy na Kijów, uzależniając go czasowo od Polski. Ziemie  chełmskie utracił Władysław Herman i weszły one w skład Rusi Kijowskiej. Tu w Kumowie mieściła się rezydencja biskupia. Potwierdza to Władysław Jagiełło w akcie fundacyjnym świątyni Rozesłania św. Apostołów w Chełmie z 14 sierpnia 1417 r. w sprawie przyłączenia do biskupstwa chełmskiego 4 lub 5 wsi, w tym Kumowa - rezydencji biskupiej, Pobołowic, Dobryniowa oraz Plitnik albo Zagadców). O znaczeniu Kumowa świadczy fakt pochowania tu w 1779 r. hetmana wielkiego polnego i koronnego. Był nim Wacław Piotr Rzewuski herbu Krzywda (ur. 29 października 1706 r. w Rozdole, zm. 27 października 1779 r. w Sielcu) – hetman wielki koronny, hetman polny koronny, kasztelan krakowski od 1778, wojewoda krakowski od 1762, wojewoda podolski od 1736, poeta, pisarzem polnym koronnym, literat, stronnik Stanisława Leszczyńskiego w 1733 – syn Stanisława Mateusza i Ludwiki Kunickiej. Stąd też pochodził dziekan chełmski, proboszcz Kumowa - ks. Antoni Borowski. W dokumencie erekcyjnym napisano: „pierwszy ten kamień położył Antoni Borowski dziekan chełmski, prepozyt kumowski dnia 15 IV 1753 r, który poświęcił świątynię Rozesłania Apostołów w Chełmie”.

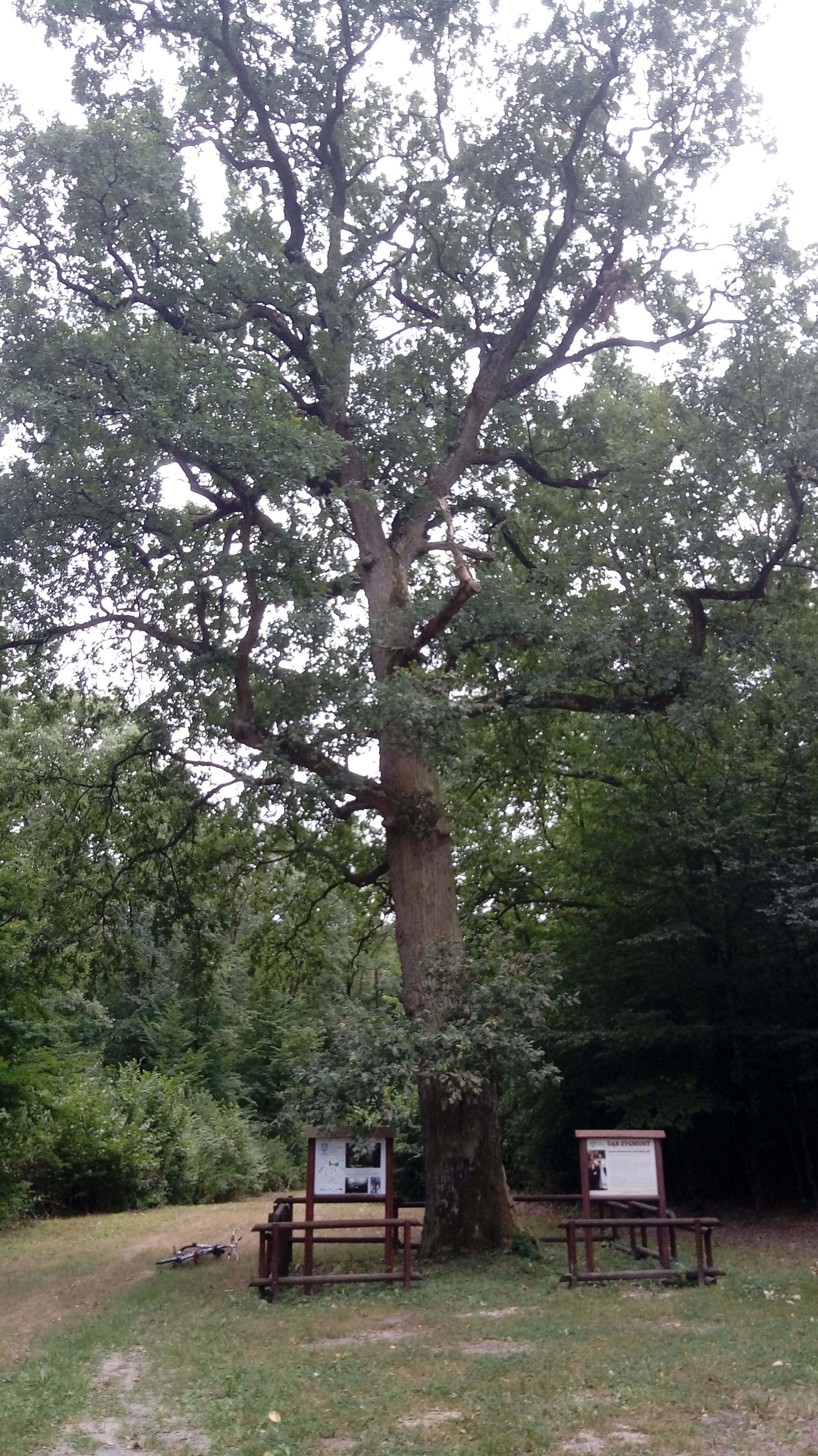
Pomnik przyrody „Zygmunt” w Kumowie Majorackim

## Zabytki
- Kościół pw. Narodzenia Najświętszej Maryi Panny w Kumowie